# Palais de l'Agriculture (Rome)
Le palais de l'Agriculture ou Palazzo dell'Agricoltura est un palais situé à Rome sur la Via Venti Settembre, et qui est le siège du ministère des Politiques agricoles, alimentaires et forestières.  

## Description
Il a été construit entre 1908 et 1914 en style éclectique, à la demande du ministre de l'Agriculture, de l'Industrie et du Commerce Francesco Cocco Ortu. À l'intérieur il y a de nombreuses peintures, fresques, vitraux... dédiés au monde rural. 